# Покровское сельское поселение (Челябинская область)
Покро́вское се́льское поселе́ние — муниципальное образование в Варненском районе Челябинской области Российской Федерации. В рамках административно-территориального устройства муниципальное образование  соответствует административно-территориальной единице Покровский сельсовет.
Административный центр — посёлок Новопокровка.

## История
Статус и границы сельского поселения установлены законом Челябинской области от 9 июля 2004 года № 240-ЗО «О статусе и границах Варненского муниципального района и сельских поселений в его составе».

## Население
| 2002  | 2010  | 2011  | 2012  | 2013  | 2014  | 2015  |
| ----- | ----- | ----- | ----- | ----- | ----- | ----- |
| 1912  | ↘1559 | ↘1554 | ↘1530 | ↘1524 | ↘1496 | ↘1490 |
| 2016  | 2017  | 2018  | 2019  | 2020  | 2021  |       |
| ↘1488 | ↘1479 | ↘1452 | ↘1444 | ↘1407 | ↘1365 |       |

## Состав сельского поселения
| № | Населённый пункт | Тип населённого пункта          | Население |
| - | ---------------- | ------------------------------- | --------- |
| 1 | Алтырка          | посёлок                         | ↘283      |
| 2 | Заречье          | посёлок                         | ↘189      |
| 3 | Новопокровка     | посёлок, административный центр | ↘1087     |